# 自适应可伸缩纹理压缩
自适应可伸缩纹理压缩(Adaptive Scalable Texture Compression,ASTC)是一种基于像素块的有损纹理压缩算法，由ARM的Jørn Nystad及其他人员共同设计。
关于ASTC的估计细节是在2012的高性能图形会议上，在一篇名为“自适应可伸缩纹理压缩”的论文首次发表的。
在2012年8月6日，ASTC被Khronos Group正式采纳为OpenGL和OpenGL ES的正式扩展。